# دیورزم
دیورزم /دوه زیم /، روستایی از توابع بخش مرکزی شهرستان مراغه در استان آذربایجان شرقی ایران است.نام اصلی این روستا دوه زیم است . دوه در زبان ترکی به معنی شتر است .

## جمعیت
این روستا در دهستان سراجوی شمالی قرار دارد و براساس سرشماری مرکز آمار ایران در سال ۱۳۸۵، جمعیت آن ۲۸۰ نفر (۶۹خانوار) بوده‌است.